# 602 a.C.

## Eventos
- Fundação de Perinto (atual Marmara Ereğlisi),[1] por gregos da ilha de Samos.[2]